# Rusałka kratkowiec
Rusałka kratkowiec (Araschnia levana) – owad z rzędu motyli. Skrzydła o rozpiętości 28–34 mm, od spodu fioletowo-brunatne z biało-żółtą przepaską i siatkowanym deseniem. Wierzch skrzydeł jest ceglasto-czerwony z czarnym deseniem (forma wiosenna), czarny z żółtawo-białą przepaską zewnętrzną (forma letnia). Czasem spotykana jest forma łącząca oba typy ubarwienia.
Owady dorosłe można spotkać w maju (pokolenie wiosenne), a następnie w lipcu i sierpniu (pokolenie letnie). Imago żywi się nektarem kwiatów roślin z rodziny selerowatych. Zielonkawe, owalne jaja są składane przez samice w kolumienkach na dolnej stronie liści pokrzywy.
Gąsienice żerują od czerwca do września. Rośliną żywicielską jest pokrzywa zwyczajna.
Poczwarka jest formą zimującą. Przepoczwarczenie następuje pod liśćmi pokrzyw, poczwarki wiszą głową w dół.
Typowe biotopy tego motyla to tereny ruderalne, skraje lasów i leśne polany.

## Bibliografia

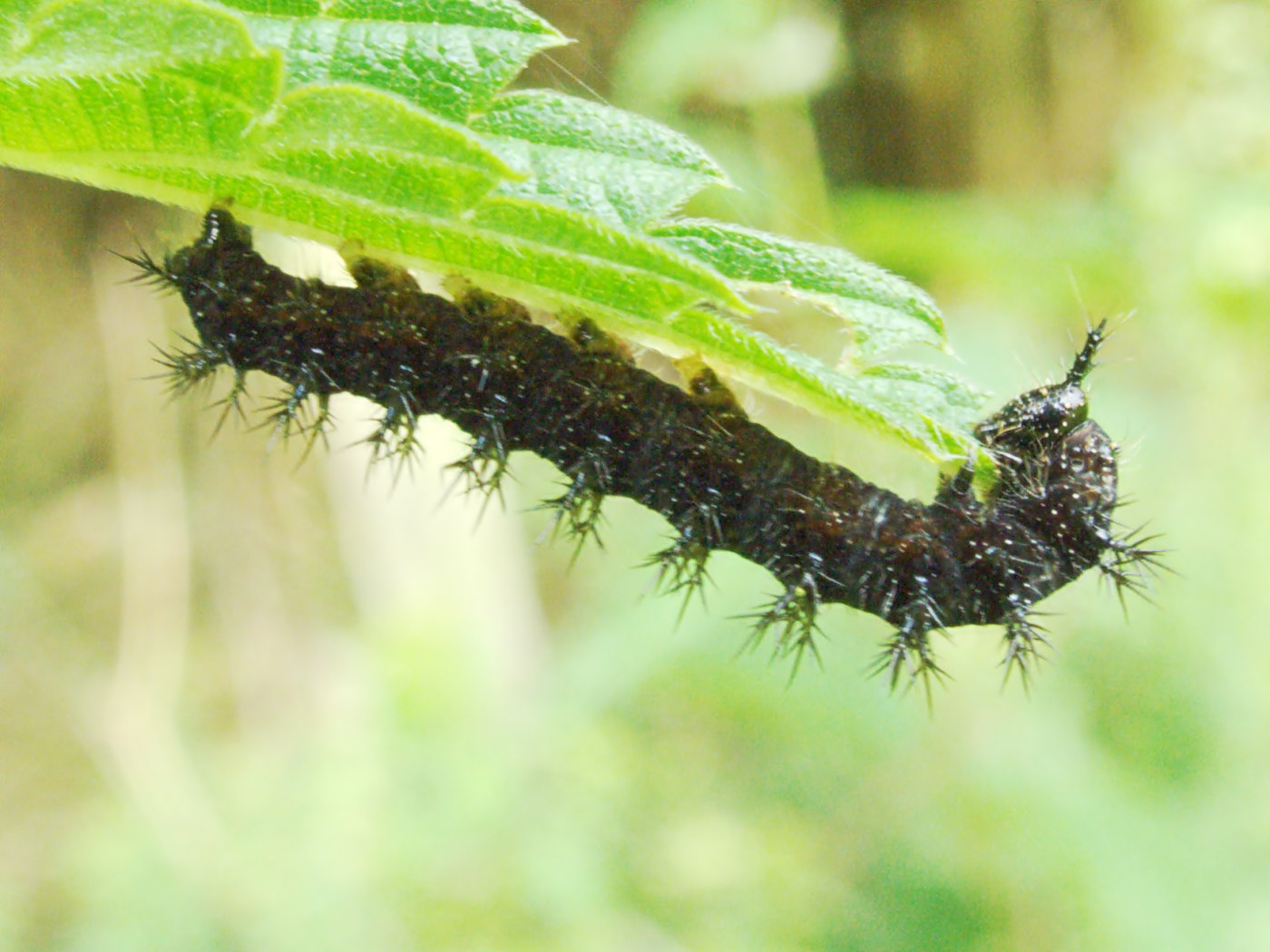
gąsienica
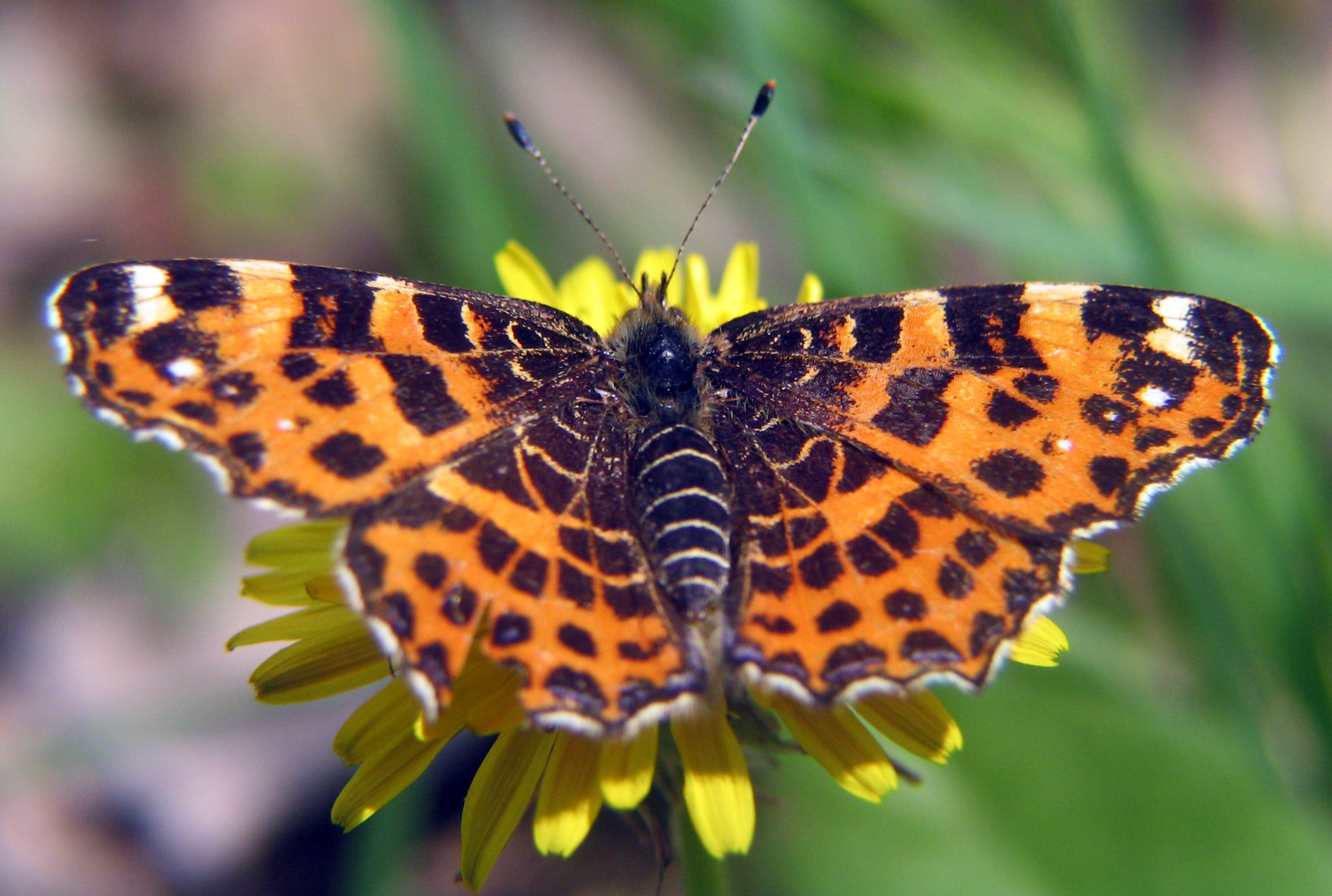
imago (forma wiosenna)
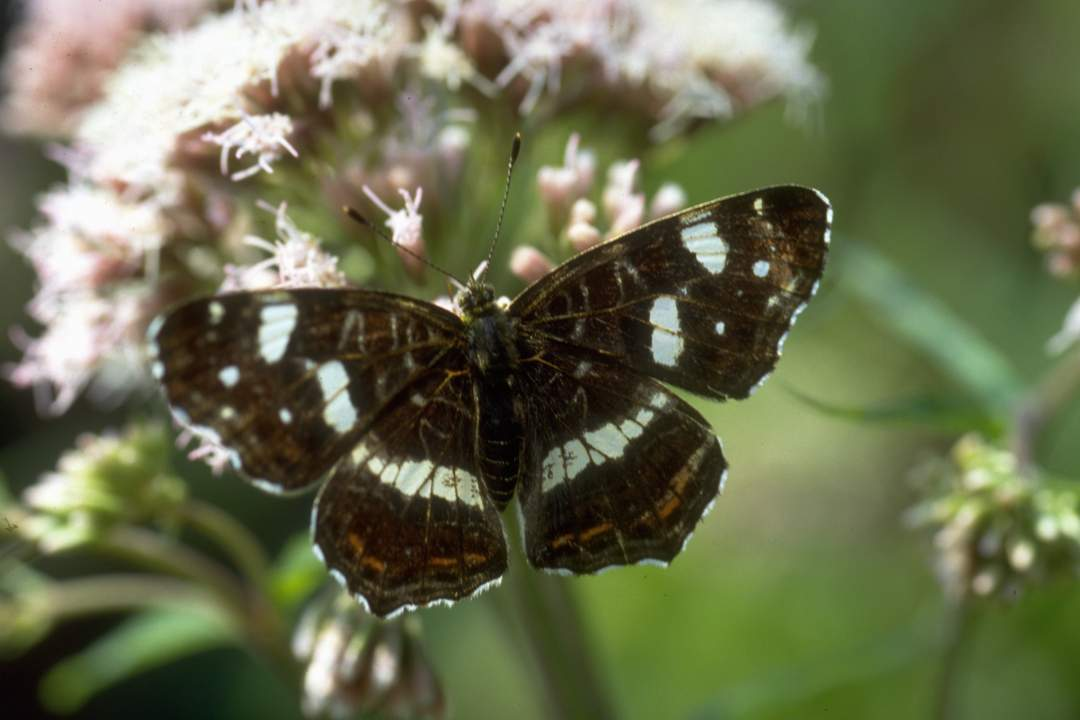
imago (forma letnia)

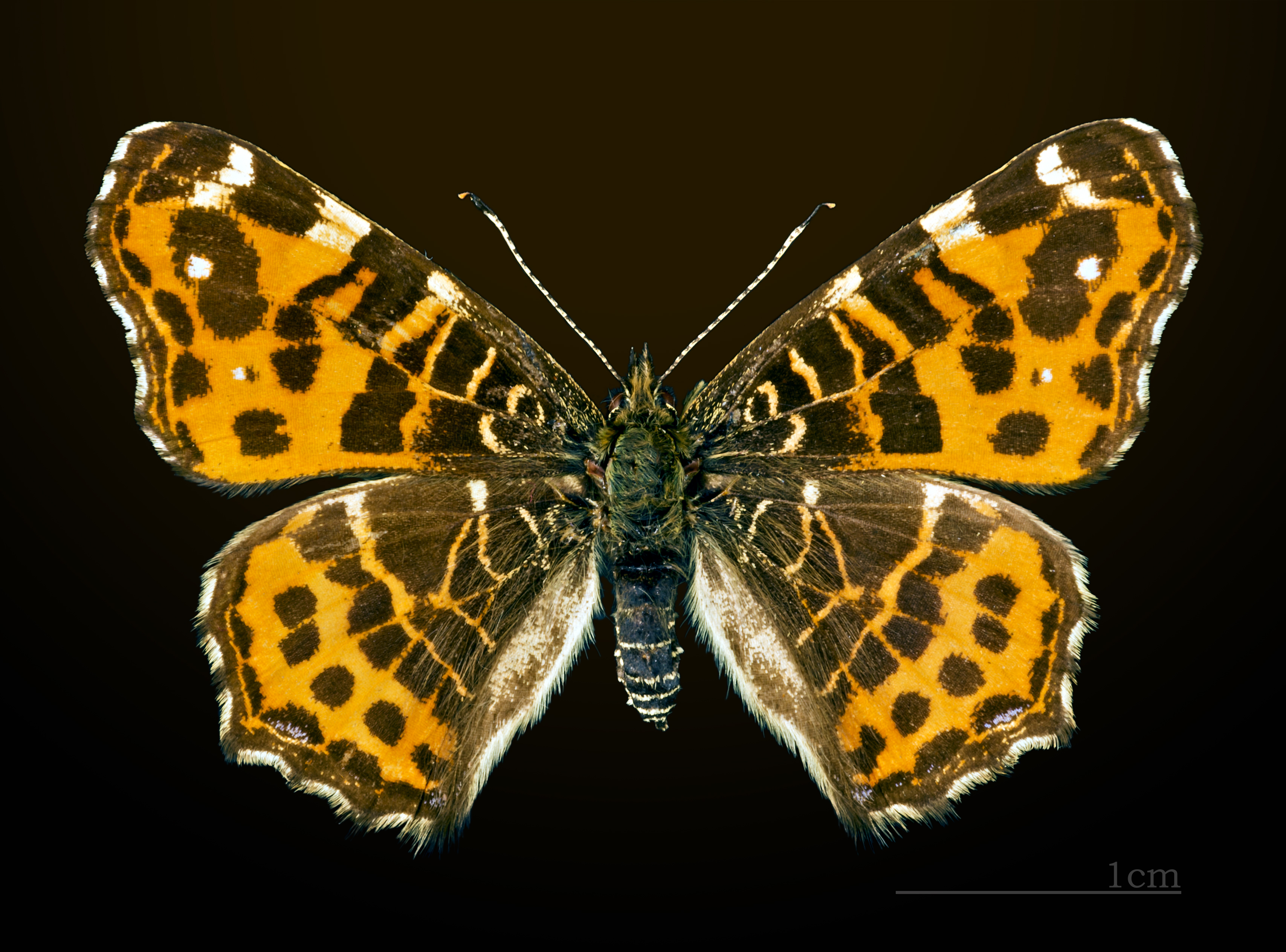
Araschnia levana f. levana
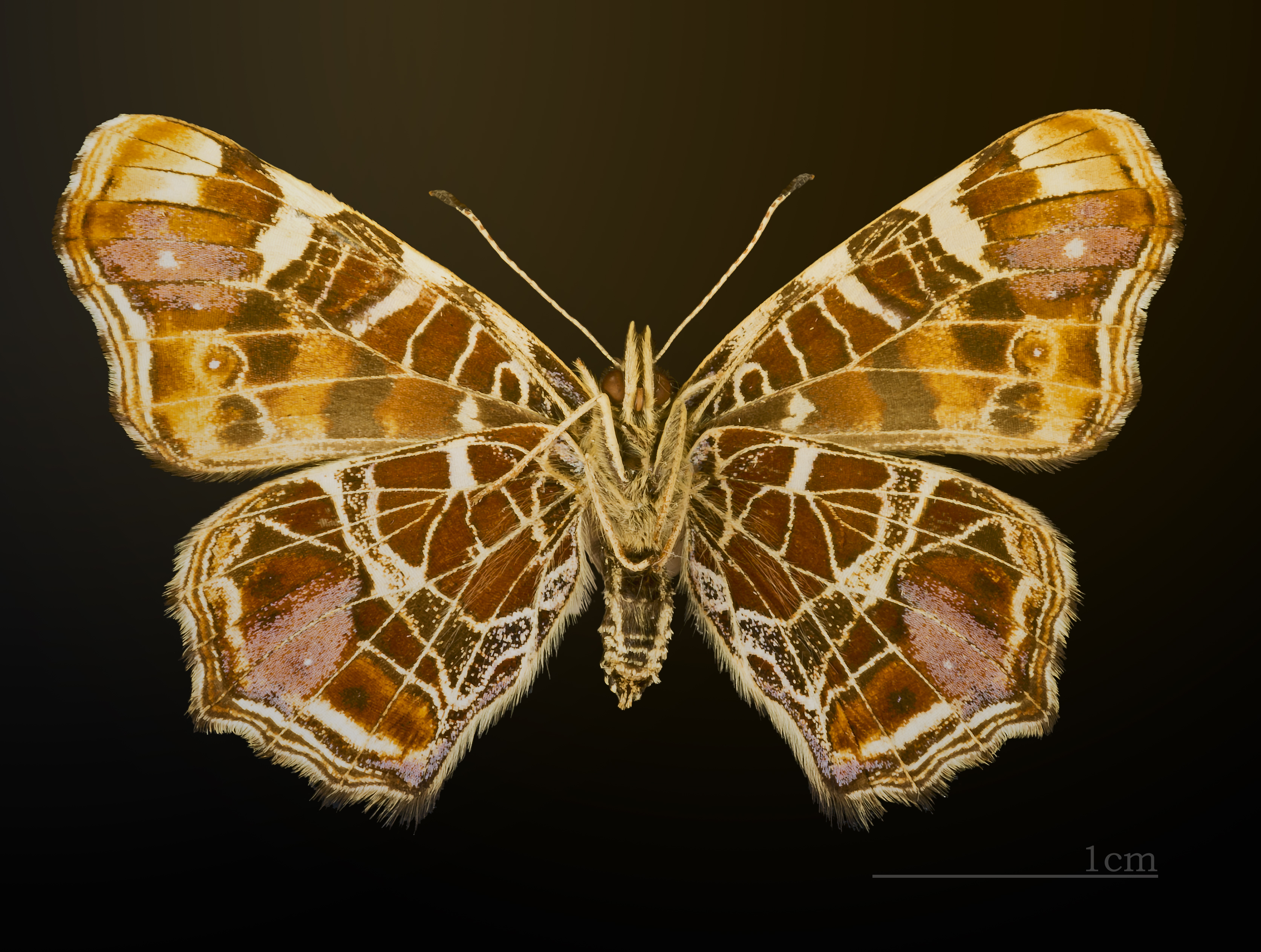
Araschnia levana f. levana △
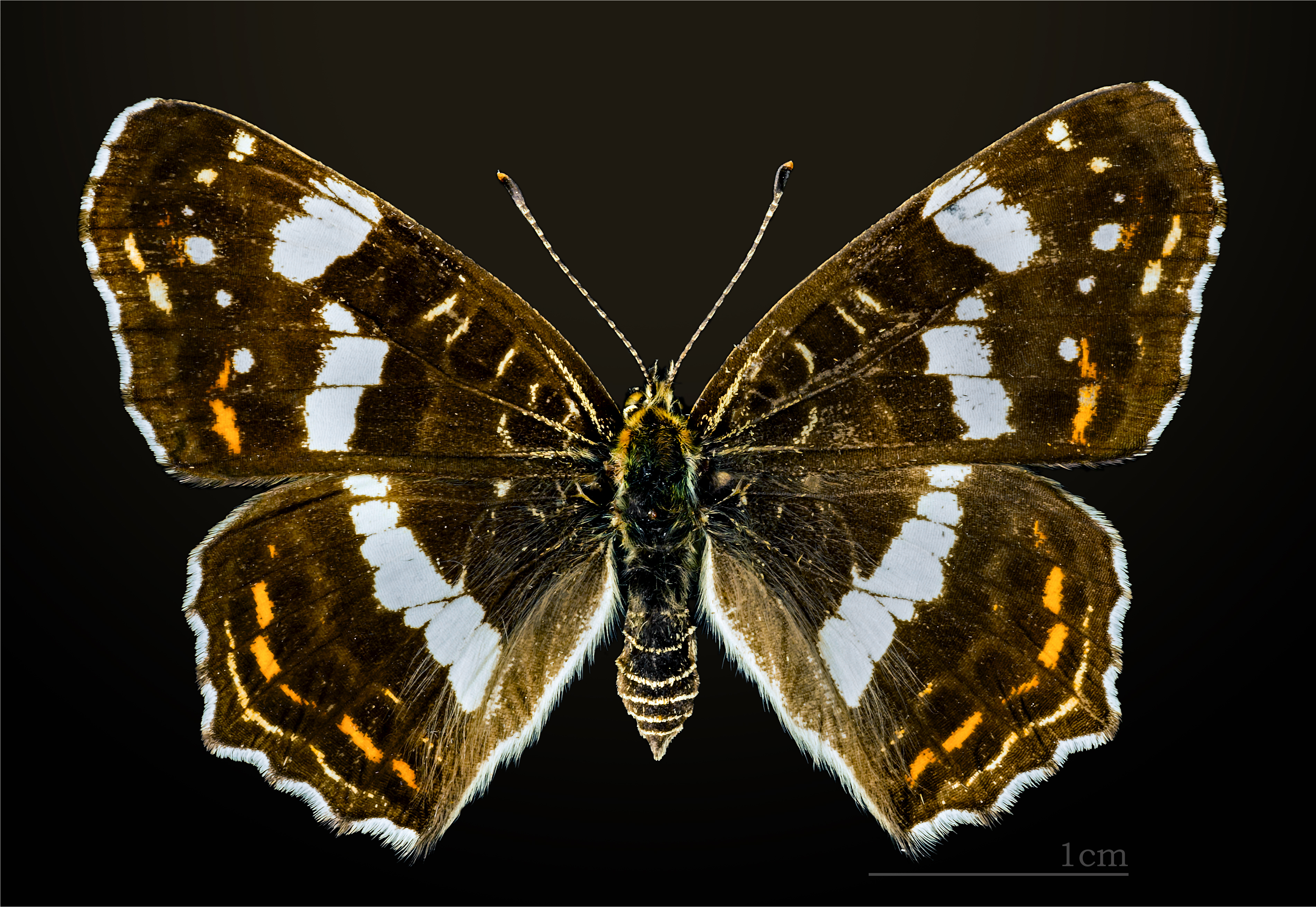
Araschnia levana f. prorsa
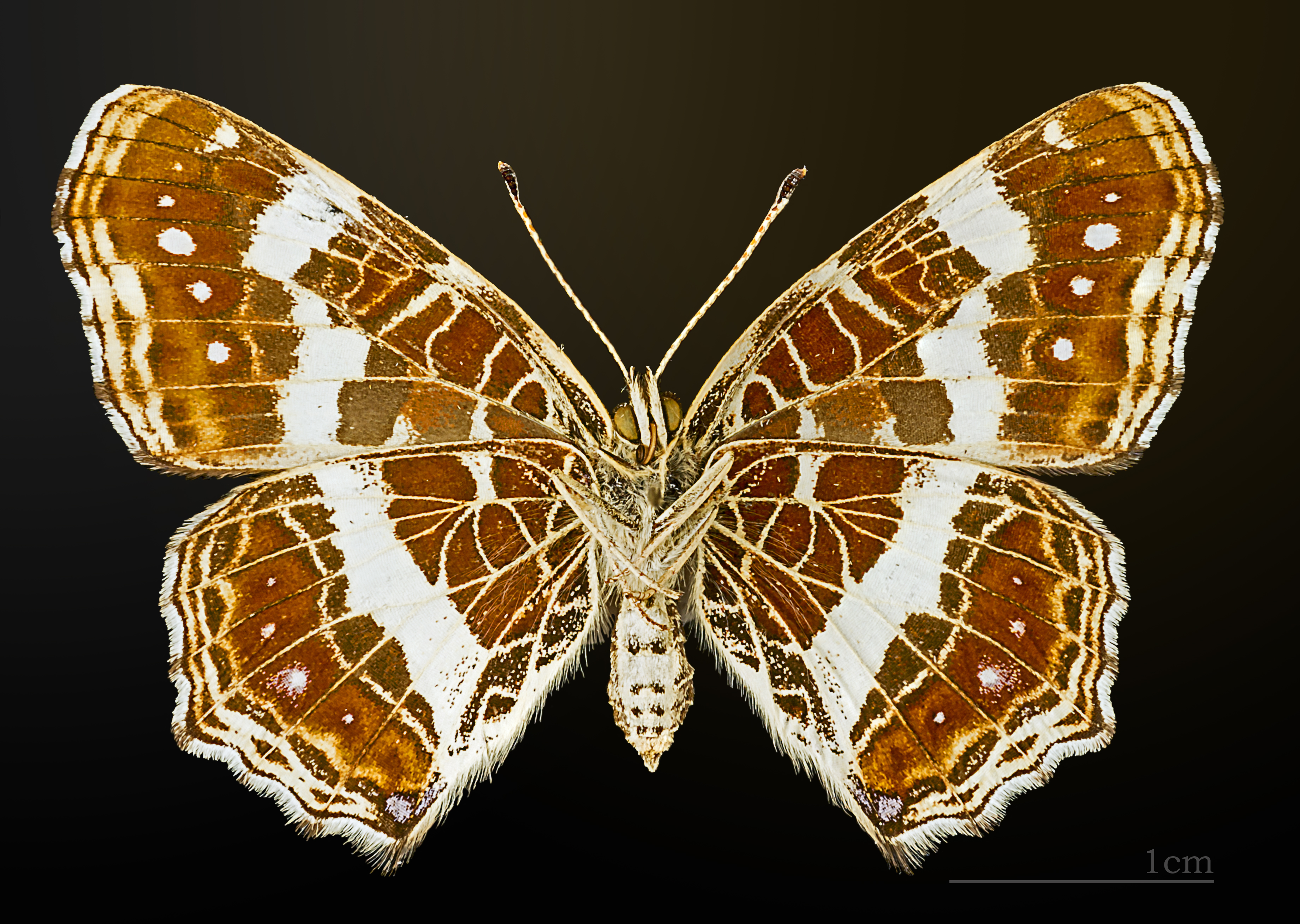
Araschnia levana f. prorsa △